# 何祚庥
何祚庥（1927年8月24日—），男，籍贯安徽望江，生于上海，中国物理学家、马列理论专家，中国科学院理论物理研究所研究员、原副所长，中国共产党党员，中国科学院院士。主要从事粒子物理及各种应用性问题研究。何祚庥立足于马克思主义自然辩证法研究理论物理的粒子物理、暗物质、宇宙学等方面。
何祚庥在科学史、自然辩证法、哲学、政治经济学等方面上探讨了粒子物理研究中有关马列主义哲学的问题。其研究工作是以馬克思列寧主義、毛泽东思想、邓小平理论、「三个代表」重要思想、科學發展觀及習近平新時代中國特色社會主義思想为指导的。曾撰文断言「量子力学的发展论证了江泽民‘三个代表’的理论是科技创新评价体系的根本性标准」。此外，何祚庥还在建筑，环境学，克隆等领域发表过观点。何祚庥从事了一些反对伪科学的工作，他公开宣称气功、特异功能为伪科学。何祚庥认为自己是“彻底的马克思主义者”。有学者撰写检讨反伪科学一文，认为何氏等人反伪科学的办法之一是把科学问题政治化。

## 生平
何祚庥是揚州何園第四代傳人，曾祖父何芷舠官至道臺，屬于包管一方鹽政的富商家族。1927年8月24日出生于上海。中学时就读于上海市南洋模范中学，1945年考入国立交通大学化学系，后来转入清华大学，1951年毕业。1951-1956年就职于中宣部理论教育处，了解科学家们的思想政治动态。1956年至1958年在中国核工业部的原子能研究所工作。1958年至1960年去苏联莫斯科核子研究所进行学习和研究。1960年回国参与氢弹的轻核理论组，任共产党总支部委员。何祚庥自称文革被扣帽为“反革命修正主义分子”。
何祚庥在就职于中共中央宣传部理论教育处期间，曾经参加了中共发动的各种政治批判和政治运动。例如梁思成与中国古代建筑、杨献珍与“合二为一”理论等等。
1952年5月21日，何祚庥在《人民日报》上发表文章《苏联科学界批判量子力学中的唯心主义观点》，提倡把当时国内政治斗争中对所谓唯心主义的批判应用到物理学。至今他始终坚持认为“马克思主义哲学能够指导自然科学研究”。
1955年，何祚庥在《学习》杂志第十期上发表题为《论梁思成对建筑问题的若干错误见解》的文章，批评“梁思成颠倒了建筑学中“适用、经济、和在可能条件下讲求美观”的原则”，“梁思成所提倡的“民族形式”实际上就是复古主义的主张”，“所谓建筑上的‘文法’、‘词汇’论乃是一种形式主义的理论”，“梁思成的错误思想根源──资产阶级唯心主义”以及“梁思成的建筑理论是直接违反总路线的错误理论”。
2005年，《南方人物周刊》向何祚庥询问他人对何祚庥物理学水平的质疑，何祚庥表示没看到这样的评价，又称自己是高产的理论物理学家，每年发表文章10篇以上，并高度关注物理和马克思主义相结合。

## 学术贡献
对弱相互作用特别是μ介子俘获问题作了深入研究，发现了一系列新的选择法则首次提出Chew－Mandelstam推导的方程有严重错误对层子模型进行了合作研究，并建立了一个复合粒子量子场论的新体系。在科学史、自然辩证法、哲学、政治经济学等方面，着重探讨了粒子物理研究中有关马列主义哲学问题。近年来，转向宇宙论、暗物质问题的研究，探讨了中微子质量问题、粒子的可分性、场的可分性、真空的物质性、宇宙有无开端、宇宙大爆炸从何而来、量子力学的测量过程是否必须有主观介入等问题，澄清了对这些问题认识上的一些模糊观念。1982年获国家自然科学奖二等奖。

## 言论与观点

### 反对“伪科学”
何祚庥认为自己是“彻底的马克思主义者”。《科学文化评论》提到以马克思主义唯科学主义当作官方意识形态，来取缔非马克思主义的社会科学与人文学科，用马克思主义哲学教条，来批判具体的自然科学，则会产生巨大的危害。例如苏联和中华人民共和国政治运动中，相对论、控制论、孟德尔-摩尔根遗传学、大爆炸理论等科学被称为“资产阶级伪科学”、“唯心主义伪科学”。来自苏联的真正伪科学李森科理论却被作为“先进科学”大肆宣传。一些从事科学研究的政治投机者常常以“伪科学”作为政治武器来打击异己。例如1940年代末至1950年代，苏联农业科学院院长李森科宣布孟德尔的遗传理论为伪科学。1951年，苏联科学院发动了对控制论以及共振论的批判，并将其宣布为“伪科学”。何祚庥曾使用马克思主义反对现代量子理论。
1994年12月，中共中央、国务院颁发了《中共中央、国务院关于加强科学技术普及工作的若干意见》的决议。在这个时期，何祚庥开始反伪科学，比如何祚庥否定了水变油一说。

### 反对气功和法轮功
博讯曾报导，1997年时何作庥通过羅幹，给江泽民致信提出要在全国禁止「法轮功」，但江泽民回复表示“政治家有政治家的难处，事情没有发展到某种程度，是不能下结论的，否则就可能有坏的效果”。西方学者NOAH PORTER谈到过这样的观点，时任国务委员羅幹可能为了谋求个人晋升，1996年就开始从调查和准备镇压法轮功入手，但一直找不到任何证据来发动镇压，何祚庥是罗干的亲属，两人可能策划99年镇压之前的一系列相关事件刺激法轮功学员，指引法轮功学员到北京上访，并指挥警察带领法轮功学员包围中南海，从而震动整个领导阶层，为发动镇压制造口实。1999年，罗干被任命为权力巨大的610办公室的负责人，何作庥则担任610办公室学术顾问，如果说两人有计划的话，可以说计谋完全成功。
- 1998年5月23日北京电视台《北京特快》栏目就气功管理问题采访何祚庥，何称中科院硕士生孙为民因练法轮功走火入魔。对此，原中科院博士生王斌说，何祚庥抓住孫為民一事，多次在各大媒體散布謠言：「练法輪功不吃，不喝、不拉，也不睡」，說孫為民「練法輪功得了精神病」，指控法輪功是「偽科學」、「封建迷信」等。事實上，与孙为民同在一个研究所的何祚庥很清楚孫為民根本沒得精神病。王斌表示，孙为民同学雖接觸過法輪功，練過動作，但並沒有真正按法輪功的要求去做，一直未放棄練他以前曾學過的別的功法。法輪功沒有辟穀和不休息的現象。孫為民放不下原來練的東西，造成不吃不喝不睡覺。中科院研究生曾聯名寫信和拜訪何祚庥，具告實情。1998年5月底至6月初有北京法轮功学員到北京电视台上访说明实情，北京电视台意识到之前的节目不符合事实，重新制作一个节目来挽回错误。[22]
- 1999年4月11日，何祚庥在天津教育学院《青少年博览》发表文章《我不赞成青少年练气功》[23]，被法轮功修练者认为是攻击炼法轮功会使致人得精神病，并暗喻「练法轮功會出大問題、甚至亡黨亡國」。此文发表后，引發了法轮功成員大约6300人，於4月18日至24日前往天津教育學院請願。眾多法轮功成員前往其机构集體請願、反映自己修练法轮功后身心受益的情况，并期望能通过与杂志编辑部的交涉来消除该文章污蔑的事实以及造成的社会影响。
- 1999年4月24日，法輪功成員在天津教育學院的請願活動，受到天津市公安局防暴警察在當時未持有任何行政命令的前提之下，對法輪功成員執行驅趕，據稱到場的天津市公安人員涉嫌毆打、抓捕逾30名法輪功成員。次日因天津抓人事件，上万名法轮功成員來到了當時緊鄰中南海的國家信訪局上訪，是為「中南海事件」。一萬多名法輪功學員在北京中國共產黨的核心地點中南海外面舉行了一整天的和平请愿。要求當局給予他們合法練功的權利，並抗議警方對炼功者的騷擾。[24]
- 此后，何祚庥继续公开批评法轮功。2001年，他公开称已高度政治化的法轮功组织正在与海外反华势力相互勾结攻击中国共产党。[25]何祚庥另外指责练习者对他进行骚扰。[26][27]

### 反对中医
2006年11月1日，《环球人物》杂志刊登了路琰对何祚庥的访谈，访谈中何祚庥反对中医阴阳五行理论，称之为伪科学。
2007年5月，演员陈晓旭因乳腺癌去世。何祚庥发表言论：“陈晓旭就是被中医害死的”“中医90%是糟粕，10%是精华！”。。遭到卫生部副部长、国家中医药管理局局长王国强严厉批驳：“这是借人们喜爱的影视演员攻击中医药的言论，很不严肃、很不道德、很不科学！”。 何祚庥通过方舟子新语丝博客发文（《何祚庥回应卫生部王国强副部长——中医害死陈晓旭的说法“很不道德”吗？》）回应批驳王国强，并辩称：乳腺癌早期发现如果及时治疗，生存率相当高，陈是吃中药贻误了病情导致不治，“中医现在延用的诊断方法，根本不能对乳腺癌做出科学的诊断”，王国强不懂医学常识不够格充当卫生部副部长。

### 其他言论
- 有网络文章称，在文革时期，何祚庥曾参与发表过一种叫“层子模型”的理论，其提出过的物质中有“无子”（无产阶级），“前子”（前进），和“毛子”（毛泽东），被认为是“确实闪烁著马克思主义毛泽东思想的理论光辉。”[來源請求]方舟子认为：“这些名称的发明权被栽到何院士头上，始见于邪教网站上一篇攻击何院士、否定夸克的存在的伪科学文章。”[32]
- 2001年，何祚庥发表题为《量子力学的建立与科技创新的评价体系》的文章，通过量子力学的发展来论证“三个代表的理论是科技创新评价体系的根本性标准”。[3]
- 2002年底，何祚庥公开表示谨慎接受治疗性克隆，并且表示技术成熟之后，也可接受生殖性克隆作为一种辅助生殖手段。[33][34]
- 2003年，何祚庥表示支持针对人类的生殖性克隆。[35]
- 2004年印度洋海啸之后，何祚庥表示“人类无须敬畏大自然”，[36]最终在新京报引发了长达十余天的论战。[34]
- 2005年，和三峡工程总经理、工程院院士陆佑楣共同向中央高层建议开发怒江水电。[37]并质疑国家环保总局的一些统计数字真实性，指责有些人“极端环保主义”。[38]此举遭一些环保人士反驳，[39]并展开辩论。[40]（参看怒江反坝运动）
- 2006年6月国家环保总局副局长祝光耀说，尽管怒江水电站工程的评审正在进行之中，但将对原来的开发计划作出非常大的修改和调整。[41][42]
- 2005年12月4日，何祚庥接受《南方人物周刊》采访。就当时严重的中国大陆煤矿安全问题表示，认为中国煤矿安全事故的主要原因是因为贫穷使得工人可以接受不安全的工作，于是煤矿安全事故就像交通事故一样无法避免，并认为发展中的牺牲是不可避免的，同时这种牺牲是一种贡献（原话说“谁叫你不幸生在中国了？”）。[43] 有些人批评何祚庥把中国煤矿矿难归因为贫穷而不是腐败，认为有些矿难是可以避免的。[44]
- 2013年何祚庥对“气功大师王林事件”发表评论：“文学艺术家80%都是科盲”。[45]

## 著作
- 《科学技术是第一生产力》 何祚庥著 西南财经大学出版社 1993年 ISBN  781017682X
- 《伪科学曝光》 何祚庥主编 中国社会科学出版社 1996年 ISBN 750041921X
- 《量子复合场论的哲学思考》 何祚庥著 北京师范大学出版社 1997年 ISBN 9787303041794
- 《从元气说到粒子物理》何祚庥著 湖南教育出版社 1999年 ISBN 7535525989
- 《何祚庥与法轮功──1999年夏天的报告》 何祚庥著 (1999年)
- 《我不信邪──何祚庥反伪科学论战集》何祚庥著 江西教育出版社 1999年 ISBN 7539233303
- 《伪科学再曝光》 何祚庥主编 中国社会科学出版社 1999年 ISBN 7500426135
- 《元气、场及治学之道》 何祚庥著 华东师范大学出版社 2000年 ISBN 7561724101
- 《3大论战: 现代物理学研究中的哲学问题》何祚庥著 北京师范大学出版社 2000年 ISBN 7303053263
- 《清除邪教再生的土壤》 何祚庥著 上海科技教育出版社 2000年 ISBN 7542822764
- 《基本物质科学和辐射技术》 何祚庥主编  山东教育出版社 2000年 ISBN 7532827577
- 《伪科学三曝光》 何祚庥主编 天津古籍出版社 2003年 ISBN 9787805049311